# 赫廷傑縣 (北達科他州)
赫廷傑縣（英語：Hettinger County）是美國北達科他州西南部的一個縣。面積2,936平方公里。根據美國2000年人口普查，共有人口2,715人。縣治莫特（Mott）。
成立於1907年4月19日，縣名以州眾議院議長Tom Hettinger的岳父
湯姆黑廷格 命名。